# Curt Agthe

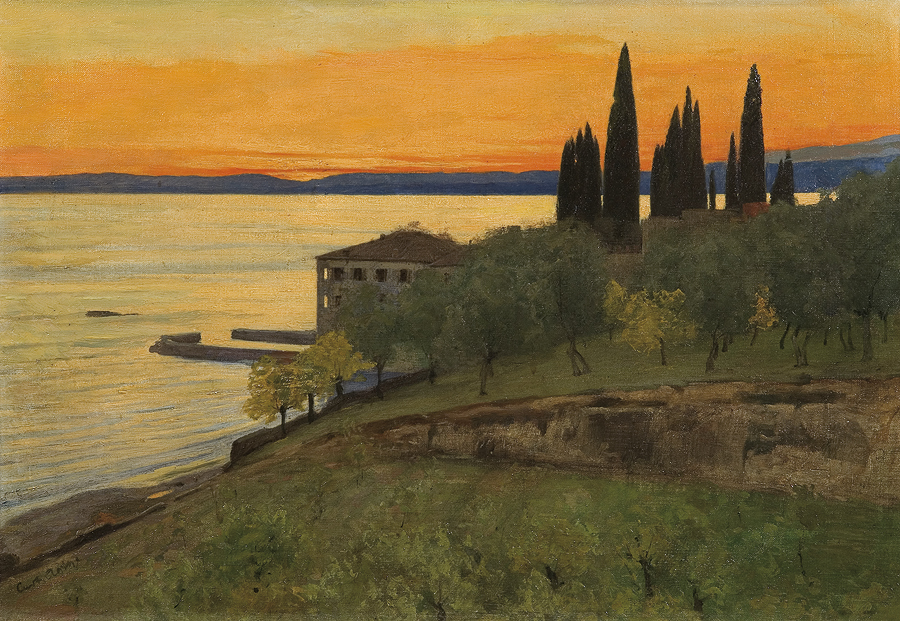
Blick auf San Vigilio am Gardasee

Curt Agthe (* 28. Juli 1862 in Berlin als Kurt Friedrich Coelestin Agthe; † 3. Juli 1943 ebenda) war ein deutscher Genre- und Landschaftsmaler.

## Leben
Curt Agthe wurde als Sohn des Klavierbauers Oscar Agthe (23. Mai 1835 – 18. Juli 1909) in Berlin geboren. Über seine Ausbildung an der Berliner Akademie ist  wenig bekannt. Einer der Lehrer war der seit 1875 als Akademiedirektor amtierende Historienmaler Anton von Werner. Agthe selbst nennt den seit 1875 an der Akademie unterrichtenden Max Michael als Lehrer. Nachzuweisen als Lehrer ist auch der Maler Eduard Hildebrandt. Einer von Agthes Mitschülern ist der Maler Felix Borchardt. Von 1891 bis mindestens 1939 war Agthe Mitglied im Verein Berliner Künstler. Seine Bilder wurden um die Jahrhundertwende regelmäßig ausgestellt. Zwischen 1937 und 1942 wurden vier seiner Bilder auf der Großen Deutschen Kunstausstellung gezeigt, doch von den großen Museen wurden seine Gemälde kaum gesammelt. 1939 fertigte der mit Agthe befreundete Maler Heinrich Lorenzen (1900–1977) ein Porträt an, das Agthe, einen weißen Kakadu auf der Schulter, in seinem eigenen Atelier zeigt (Berlin, Privatbesitz). Curt Agthe starb 1943 und wurde auf dem II. Friedhof der Dreifaltigkeitsgemeinde an der Bergmannstraße 39–41 in Berlin-Kreuzberg, Feld M, beigesetzt.
Agthe war über viele Jahre als Illustrator für die Kunst- und Kulturreihe Velhagen & Klasings Monatshefte tätig. Für dieses Kunstmagazin entstanden Darstellungen historischer Gebäude und Gärten (etwa als Illustration zu einem Aufsatz von Hans Mackowsky zu Schloss und Park Rheinsberg (1909)), Skulpturen, Gemälden, Kunstgewerbe und Mode. Einige Werke Agthes wurden auch in Form von Kunstpostkarten reproduziert und international vertrieben. In den 1920er Jahren hielt sich Agthe verschiedentlich in Rothenburg ob der Tauber auf (wo er 1887 zum ersten Mal gewesen war) und malte eine ganze Fülle von Motiven aus dieser Stadt. Er kopierte und restaurierte auch alte Gemälde oder ergänzte unvollendete Arbeiten anderer Maler.
Für seine Ansichten aus Rothenburg ob der Tauber wählte Curt Agthe meist nicht die gängigen, bei Malern und Publikum beliebten Motive, sondern ungewöhnliche Blickwinkel, Nebengassen und fast düstere Farben. Das Kolorit seiner Bilder scheint vom Sujet abhängig zu sein. So orientieren sich seine Genrebilder an den Brauntönen der niederländischen Malerei, wohingegen die Gardasee-Landschaften leuchtendere Farben aufweisen. 

## Ehrungen
Im Jahr 1942 erhielt er die Goethe-Medaille für Kunst und Wissenschaft.

## Werke (Auswahl)
Figürliche Motive
Neben Porträts stehen Aktmotive aus Mythologie und Märchen (Quellnymphen, Baumnymphen usw.) sowie historische Sujets.
- 1884: Elegante Dame mit Sonnenschirm, vor einem Bauernhof sitzend, Bleistiftzeichnung (Kunsthandel)
- um 1889: Waldidylle, Öl auf Leinwand (Nationalgalerie, Berlin)[9]
- 1894: Mädchenbildnis, Öl auf Leinwand (Kunsthandel)
- vor 1902: Echo (lebensgroßer weiblicher Akt) (Städtische Galerie, Rostock – erhalten?)
- vor 1906: An der Quelle, Öl auf Leinwand (1906 ausgestellt, Abbildung bei Wikimedia Commons)
- um 1915: Porträt Paul von Hindenburg, Öl auf Leinwand (Abbildung bei Wikimedia Commons)
- 1931: Mädchenbildnis, Öl auf Leinwand (Abbildung bei Wikimedia Commons)
- Dryade (Nymphe am See, Waldnymphe), Öl auf Leinwand (Privatbesitz, Großbritannien), auch als Kunstpostkartenmotiv nachgewiesen (Ebay 2012)
- Gruppe von vier Personen, Gemälde
- Meistertrunk (Bürgermeister Georg Nusch und General Tilly), Öl
- Sechs Sarner, Pastell
- Seejungfrau, Öl

Landschaftsmotive aus Deutschland
- 1882: Landschaft bei Erkner (Jacobysches Feld), Öl (rückseitig mit Widmung Agthes an seine 2-jährige Nichte Elly Müller aus dem Jahr 1923; 2012 im Internetkunsthandel ebay versteigert; Privatbesitz, Rothenburg ob der Tauber)
- 1887: Regenstimmung in der Sächsischen Schweiz, Öl auf Malpappe (Kunsthandel, Dresden)[10]
- 1923: Ein heißer Tag in Rothenburg o. d. Tauber (in der Burggasse), Öl auf Malpappe (Kunsthandel, Dresden)[11]
- Am Schwarzwaldsee
- Das Rathaus in Frickenhausen, Öl, 1921/22 (Kunsthandel Berlin, Kunstauktionen N. Quentin, Rankestraße 24, Oktober 2020)
- Das Rödertor in Rothenburg ob der Tauber, Öl auf Leinwand (RothenburgMuseum, Rothenburg ob der Tauber, Abbildung bei Wikimedia Commons)
- Der Weiße Turm in Marktbreit am Main, Öl
- Erkner, Dämeritzsee mit Müggelbergen
- Malerwinkel in Marktbreit am Main

Landschaftsmotive aus Oberitalien
- 1922: Frühlingsnachmittag am Gardasee oder Herbstabend am Gardasee (San Vigilio: ein Gebäude und Bäume am Seeufer), Öl auf Leinwand (Kunsthandel, London; Abbildung bei Wikimedia Commons)[12]
- Herbstabend am Gardasee (San Vigilio), Öl auf Leinwand (Kunsthandel, Warschau; Abbildung bei Wikimedia Commons)
- Blick auf San Vigilio am Gardasee in der Abendröte oder Punta San Vigilio am Gardasee, Öl auf Leinwand (Kunsthandel, Warschau; Abbildung oben und bei Wikimedia Commons)
- Im Park von San Vigilio (Lago di Garda), Öl auf Leinwand (Kunsthandel, München)[13]
- Riva am Gardasee, Gemälde
- Riva am Gardasee. Blick vom steilen Westufer
- Vignentor in Torbole am Gardasee, Öl auf Leinwand (Kunsthandel, Berlin)

Landschaftsmotive aus Süditalien
- 1890: Capri, die Große Marina, Federzeichnung (Kunsthandel)
- 1892: Motiv aus Anacapri (Blick auf Ischia), Öl auf Holz (Kunsthandel, Dresden)[14]
- 1935: Aufziehendes Wetter in der Campagna Romana – Anio, Öl auf Holz, rückseitig bezeichnet, signiert und datiert (Privatbesitz, Norddeutschland)
- Blick auf den Aetna mit badenden Jungen, Öl
- Capri, Federzeichnung
- Pergola in Anacapri, Öl (1937 ausgestellt)[15]

Sonstige Landschaften
- Klippen, Öl
- Landschaft, Gemälde
- Ortsansicht, Öl
- Villes sur mer, Öl

Genre und Stillleben
- 1884: Stillleben, Öl (Privatsammlung)
- 1910: Totes Geflügel (Kopie nach Jan Fyt), Öl auf Leinwand (Nationalgalerie, Berlin)[16]
- Im Atelier, Öl (Privatbesitz)
- Komposition, Gouache (Privatbesitz)

Buch- und Zeitschriftenillustrationen
- Velhagen & Klasings Monatshefte[17] (siehe auch Wikisource mit einer Liste von Digitalisaten)
- Otto Kaemmel: Rom und die Campagna. Mit 161 Abbildungen nach photographischen Aufnahmen, 4 Gemälden von Hans Busse und 2 Aquarellen von Curt Agthe sowie 1 farbigen Karte (= Land und Leute. Band 12). 3. Auflage. Velhagen & Klasing, Bielefeld/Leipzig 1913, DNB 580320065 (1. Auflage 1902).
- Rudolf Baumbach: Truggold. Illustriert von P. Grot Johann. In Farbe gesetzt von Curt Agthe. Neufeld & Henius Verlag, Berlin 1910, DNB 994081383 (Titelzeichnung und Randleisten von Curt Agthe).